# Walting
Walting est une commune de Bavière (Allemagne), située dans l'arrondissement d'Eichstätt, dans le district de Haute-Bavière.

## Personnalités liées à la ville
- Willibald Apollinar Maier (1823-1874), théologien né à Pfalzpaint.